# Вилямовяне

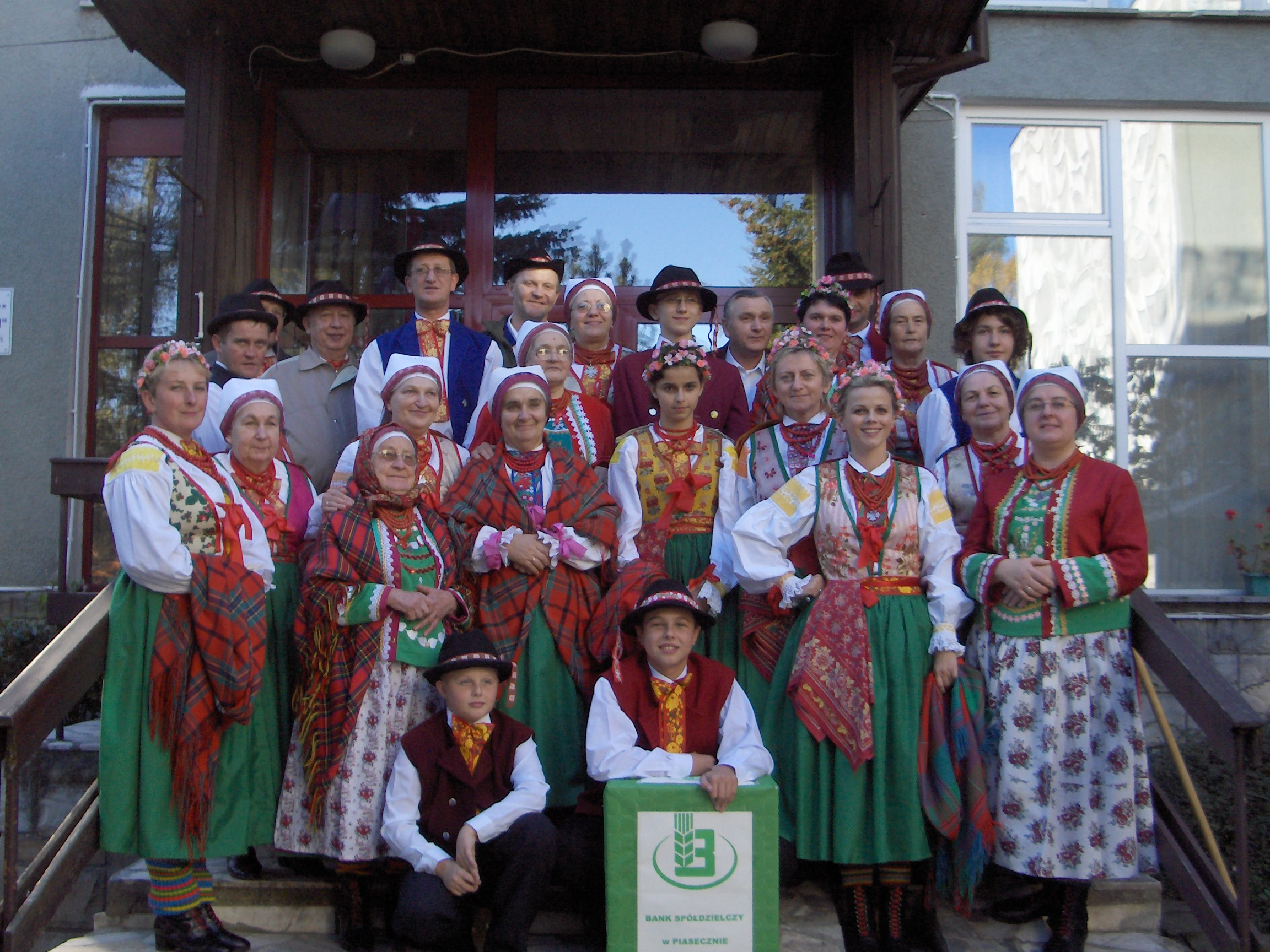
Вилямовяне в народных костюмах.

Вилямовя́не, самоназвание — Wymysiöejyn (пол. Wilamowianie, нем. Wilmesauer) — германоязычная этнографическая группа в Польше, проживающая в германоязычном языковом острове в городе Вилямовице Бельского повята Силезского воеводства. Своё происхождение ведут от переселенцев из Фландрии.
До конца Второй мировой войны на постоянной основе использовали в своей повседневной жизни вилямовский язык, относящийся к германской группе. После войны подверглись усиленной полонизации. В 2017 году вилямовским языком владело около 20 человек старшего поколения.
В настоящее время вилямовяне почти полностью ополячены, поэтому относятся в Польше к польской субэтнической группе, в связи с чем они официально не признаются германоязычным национальным меньшинством.

## Известные представители
- Бесик, Флорян
- Бильчевский, Иосиф